# 吉冨千鶴
吉冨 千鶴（よしとみ ちづる 、2003年3月13日 - ）は、名古屋テレビ放送（メ〜テレ）のアナウンサー。元CanCamの専属読者モデル。

## 来歴
大阪府出身。立命館大学政策科学学部政策学科を卒業後2025年4月に名古屋テレビ放送（メ～テレ）に入社した。
学生時代ファッション誌 CanCamの専属読者モデルの経験がある。
入社後研修を経て2025年6月30日からドデスカ+内の『高校球児への夏2025』を2週間担当し。7月24日（23日深夜）から29日（28日深夜）『甲子園への道（メ～テレローカルパート）を担当した。

## 人物
趣味は合気道、お菓子作り、食べること（特にラーメン店巡り）、石や昆虫を観察！

## 出演番組
- ドデスカ!+内『高校球児への夏2025』（2025年6月30日-7月4日、7月7日-7月11日 ）
- 甲子園への道（メ～テレローカルパート）（2025年7月24日-7月29日）